# David Pannick
David Philip Pannick, baron Pannick, (né le 7 mars 1956) est un avocat de premier plan au Royaume-Uni, et membre crossbencher de la Chambre des lords. Il exerce principalement dans les domaines du droit public et des droits de la personne.

## Carrière
David Philip Pannick est né le 7 mars 1956 à Islington, Londres, de Maurice et Rita Pannick,. Il fréquente la Bancroft's School à Woodford Green grâce à une bourse, et étudie le droit au Hertford College d'Oxford, où il obtient une maîtrise et un diplôme BCL. Il est élu membre du All Souls College d'Oxford en 1978. Il est admis au barreau de Gray's Inn en 1979, et est l'un des avocats adjoints de la Couronne (Common Law) de 1988 à 1992, date à laquelle il est nommé conseiller de la reine. Il est également nommé registraire au Circuit du Sud-Est en 1995, et juge suppléant de la Haute Cour en 1998.
Pannick plaide devant les tribunaux de Hong Kong, Brunei, Gibraltar, Trinidad, les îles Vierges britanniques, les Bermudes et les îles Caïmans. 
Il est membre du All Souls College d'Oxford depuis 1978 et devient membre honoraire du Hertford College d'Oxford en septembre 2004. Il écrit sur des questions juridiques pour The Times et est co-auteur avec Lord Lester of Herne Hill de Human Rights Law and Practice.
Le 29 septembre 2008, la Commission des nominations de la Chambre des Lords annonce sa nomination pour une pairie à vie en tant que Crossbencher comme baron Pannick, de Radlett dans le comté de Hertfordshire, daté du 3 novembre 2008.

## Publications
- Révision judiciaire de la peine de mort (1982, Duckworth)
- Loi sur la discrimination sexuelle (1985, Oxford University Press)
- Juges (1987, Oxford University Press)
- Avocats (1992, Oxford University Press)
- Human Rights Law and Practice (rédacteur en chef avec Lord Lester of Herne Hill QC, Butterworths, octobre 1999, deuxième édition mars 2004)
- Je dois déplacer ma voiture : contes d'avocats peu convaincants et de juges peu judicieux (2008, Hart Publishing)

## Vie privée
Il épouse Denise Sloam en 1978. Le couple a deux fils et une fille. Elle est décédée d'un cancer en 1999. Pannick se remarie à l'avocate d'origine israélienne Nathalie Trager-Lewis en 2003. Le couple deux filles et un fils.